# 猪名川
猪名川（いながわ）は、兵庫県と大阪府の府県境付近を流れる淀川水系の支流で、一級河川。
『住吉大社神代記』の説話によると、猪名川の名前は古くからこの地方に住みついていた「山直阿我奈賀」という人物の名前、「あがなが」がなまったものである。

## 地理
北摂山系の大野山（兵庫県川辺郡猪名川町）に源を発する。府県境を南流し、大阪国際空港の西側をかすめて神崎川右岸に合流する。下流域の水質汚濁が激しい。
淀川へは直接流れないが淀川水系に属す。このような例は、木曽川水系に属す揖斐川や長良川等がある。

## 流域の自治体
兵庫県
川辺郡猪名川町、川西市
大阪府
豊能郡豊能町、池田市、箕面市
兵庫県
伊丹市、尼崎市
大阪府
豊中市

## 主な支流
括弧内は流域の自治体

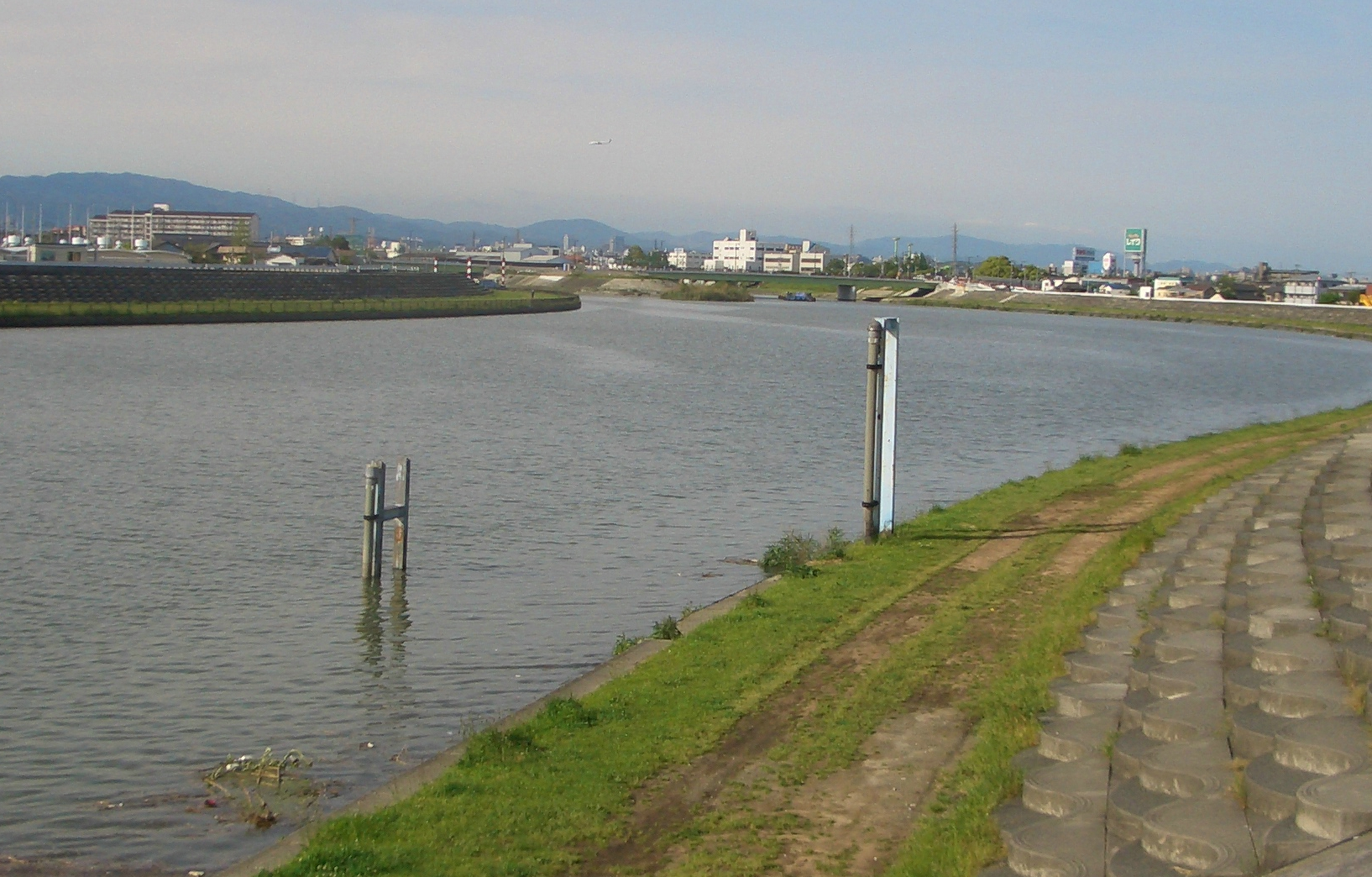
猪名川の河口近くから上流を望む、左側から藻川が合流している

- 一庫大路次川（京都府亀岡市、大阪府豊能郡豊能町、兵庫県猪名川町、川西市）
- 余野川（大阪府豊能郡豊能町、箕面市、池田市）
- 箕面川（大阪府豊能郡豊能町、箕面市、池田市、兵庫県伊丹市）
- 千里川（大阪府箕面市、豊中市）
- 最明寺川（兵庫県宝塚市、川西市）
- 駄六川（兵庫県伊丹市）
- 藻川（もがわ）（兵庫県尼崎市、伊丹市）分流。

## 歴史
人文歴史的には川の両岸とも摂津国であったが、明治初期にその大部分が兵庫県、大阪府の府県境とされた。神戸の発展のため税収の上がる広範な後背地、とりわけ日本酒醸造業を兵庫県として確保したい、という考えと、地理的には狭小でも税収の上がる大阪府の間の線引きがこうさせた、と状況証拠的には推論され、いわば恣意的な境である。この判断に関わったとされる大久保利通、幕臣として兵庫奉行支配役の経験のあった前島密の間の書簡にはその経緯の記載は見当たらない（大久保利通書簡集）。
かつては豊中市利倉町付近でS字形に大きく蛇行していたが、昭和40年代に直線化工事が行われ、この結果、利倉町は川によって東西に分断された。この付近では猪名川が尼崎市と豊中市の市境（大阪府と兵庫県の府県境）であり、工事によって川の流れが東に移動したため、現在では川の西側に分かれてしまった地域（豊中市利倉西）は尼崎側に食い込むような形となっている。なお、この工事以前の堤防の大部分は猪名川自然公園となっており、川の流れの一部も池として残っている。

## 流域の観光地・施設
- 多田神社
- 五月山
- 兵庫県立西猪名公園
- 大阪国際空港
- 伊丹スカイパーク
- 伊丹城(有岡城)

東側に猪名川および支流の伊丹川が流れており、それらによって形成された河岸段丘とともに城の防御網の一部となっている
- 田能遺跡
- 猪名寺廃寺跡
- 豊中市伊丹市クリーンランド
- 原田処理場

大阪空港の西側に有る猪名川流域下水道の広域下水処理場。下水の高度処理施設を持ち、メタンガスを回収して汚泥焼却や発電に使用している。
- スカイランドHARADA

原田処理場の処理施設の屋上に整備された公園施設。
- 猪名川公園
- 尼崎市農業公園
- 椋橋総社

猪名川の下流域、猪名川が神崎川と藻川に合流する付近（豊中市南西部、現在は旧猪名川沿い）に鎮座する古社で、約1250年前に猪名川に数多くの鯉が集まり、奈良時代の僧、行基と村人たちに架け橋を作った話「鯉伝説」が伝わっている。

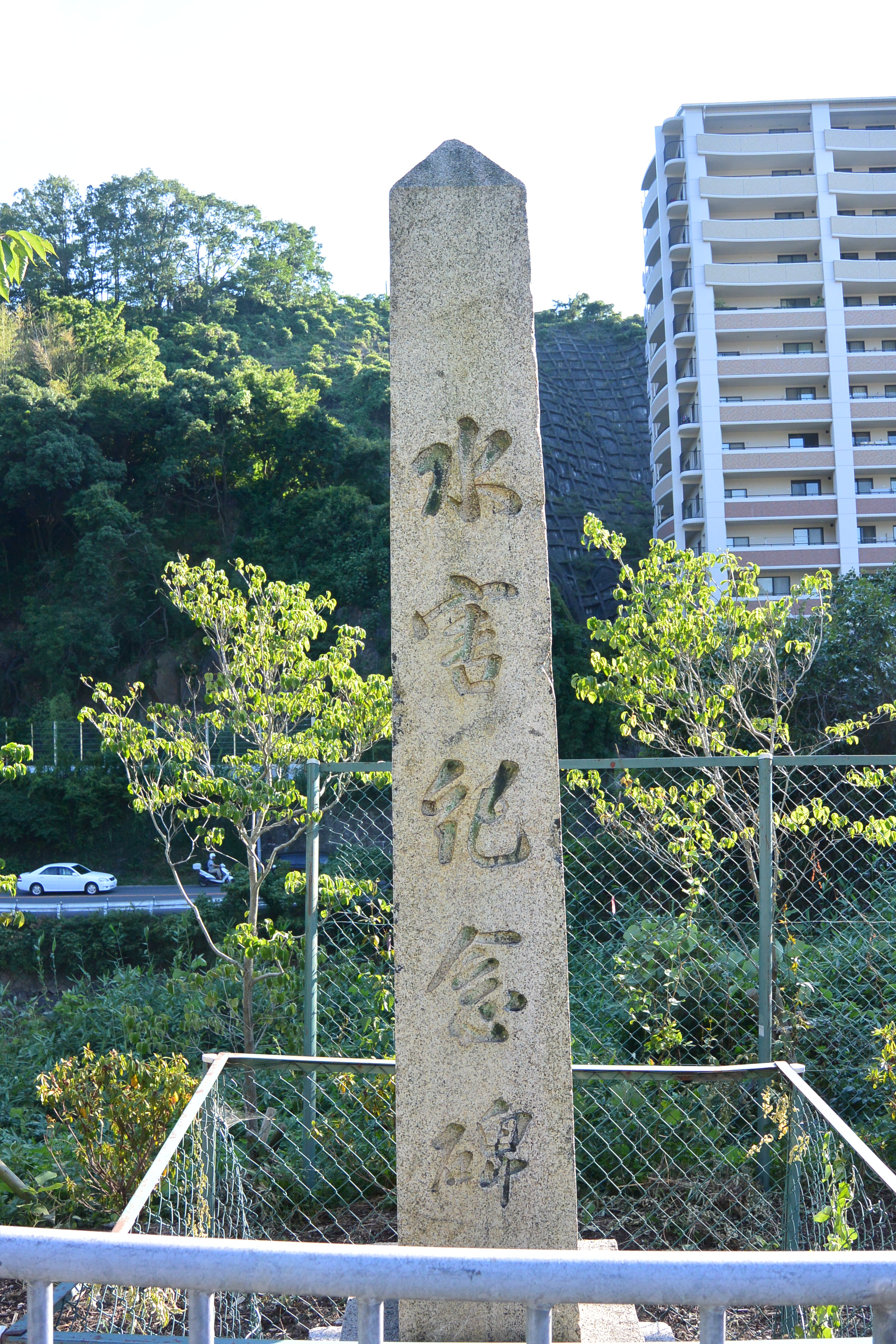
川西市鼓滝の国道173号線沿いにある水害記念碑、明治29年の水害の翌々年に建立された。
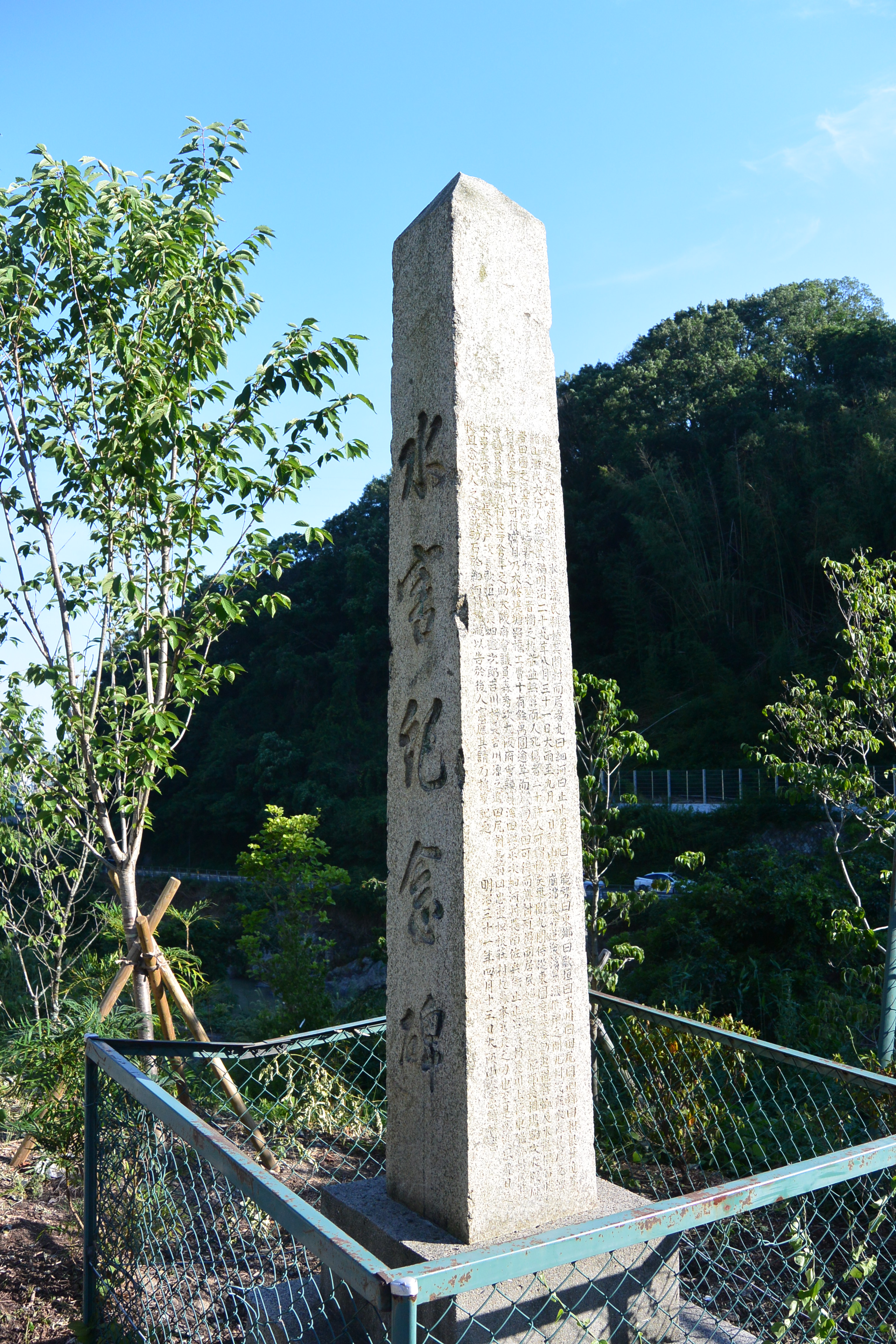
記念碑の側面、「明治29年8月31日大雨・・・」が読み取れる
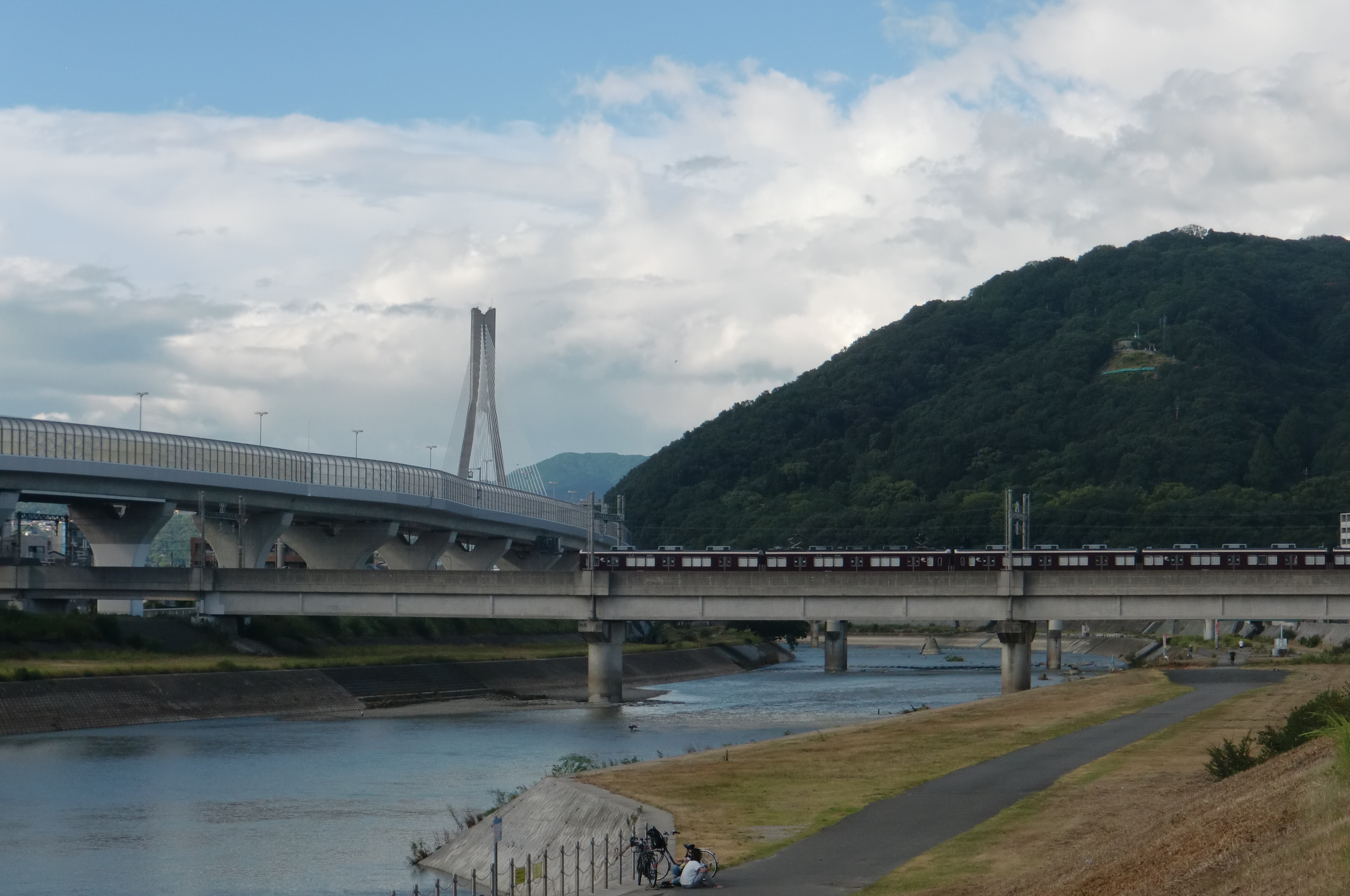
猪名川を渡る阪急宝塚線と阪神高速11号池田線、右の山は池田市の五月山
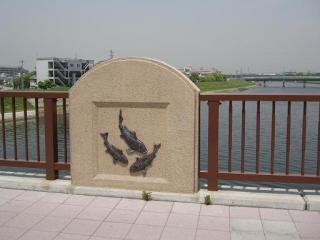
猪名川下流域に架かる戸ノ内橋の鯉のレリーフ、下流域付近に伝わる「鯉伝説」を元に作られた。